# Väter & Töchter – Ein ganzes Leben
Väter & Töchter – Ein ganzes Leben (Originaltitel: Fathers and Daughters) ist ein US-amerikanisches Filmdrama mit Russell Crowe und Amanda Seyfried aus dem Jahr 2015. Regie führte Gabriele Muccino.

## Handlung
Der Film erzählt das Leben des Schriftstellers Jake Davis und seiner Tochter Katie im Abstand von 25 Jahren. Nach dem Tod seiner Frau und einem darauf folgenden Nervenzusammenbruch kämpft sich Jake als nun alleinerziehender Vater durchs Leben. Um seiner Tochter ein besserer Vater sein zu können, begibt er sich 7 Monate in eine Nervenheilanstalt und lässt seine Tochter bei seiner Schwägerin und deren Mann. Als er wieder zu seiner Tochter zurückkommt, hat er weiter mit seiner Krankheit zu kämpfen, sein Buch floppt und die Familie seiner toten Frau verklagt ihn, um das Sorgerecht für Katie zu bekommen. Der Film zeigt immer wieder vermischt Frequenzen aus dem Leben von Katie als Kind und später als erwachsene Frau, die sehr mit ihrer Kindheit und ihren erlittenen Verlusten zu kämpfen hat. Verbindungen einzugehen fällt ihr schwer.

## Kritiken
Auf der Website Rotten Tomatoes erreichte der Film bei 28 Prozent der Rezensenten eine positive Bewertung.